# Stanhopea peruviana
Stanhopea peruviana är en orkidéart som beskrevs av Robert Allen Rolfe. Stanhopea peruviana ingår i släktet Stanhopea och familjen orkidéer. Inga underarter finns listade i Catalogue of Life.

## Bildgalleri

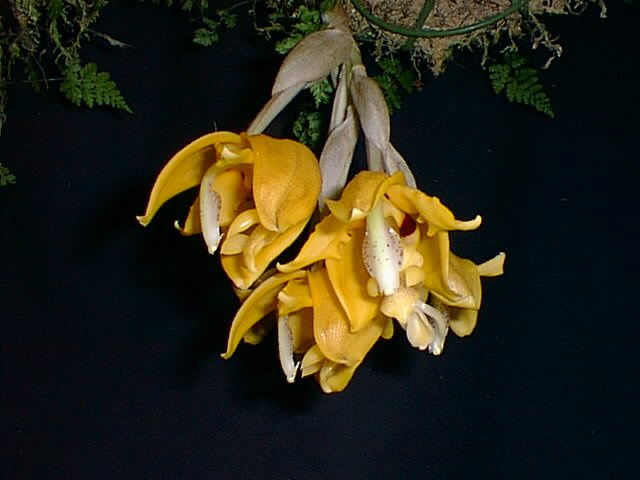
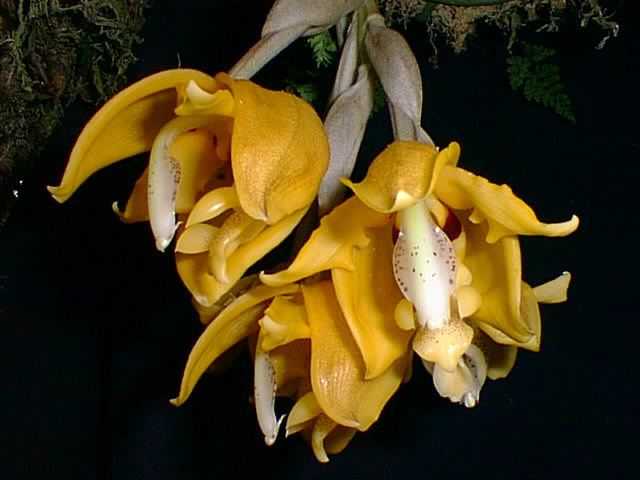
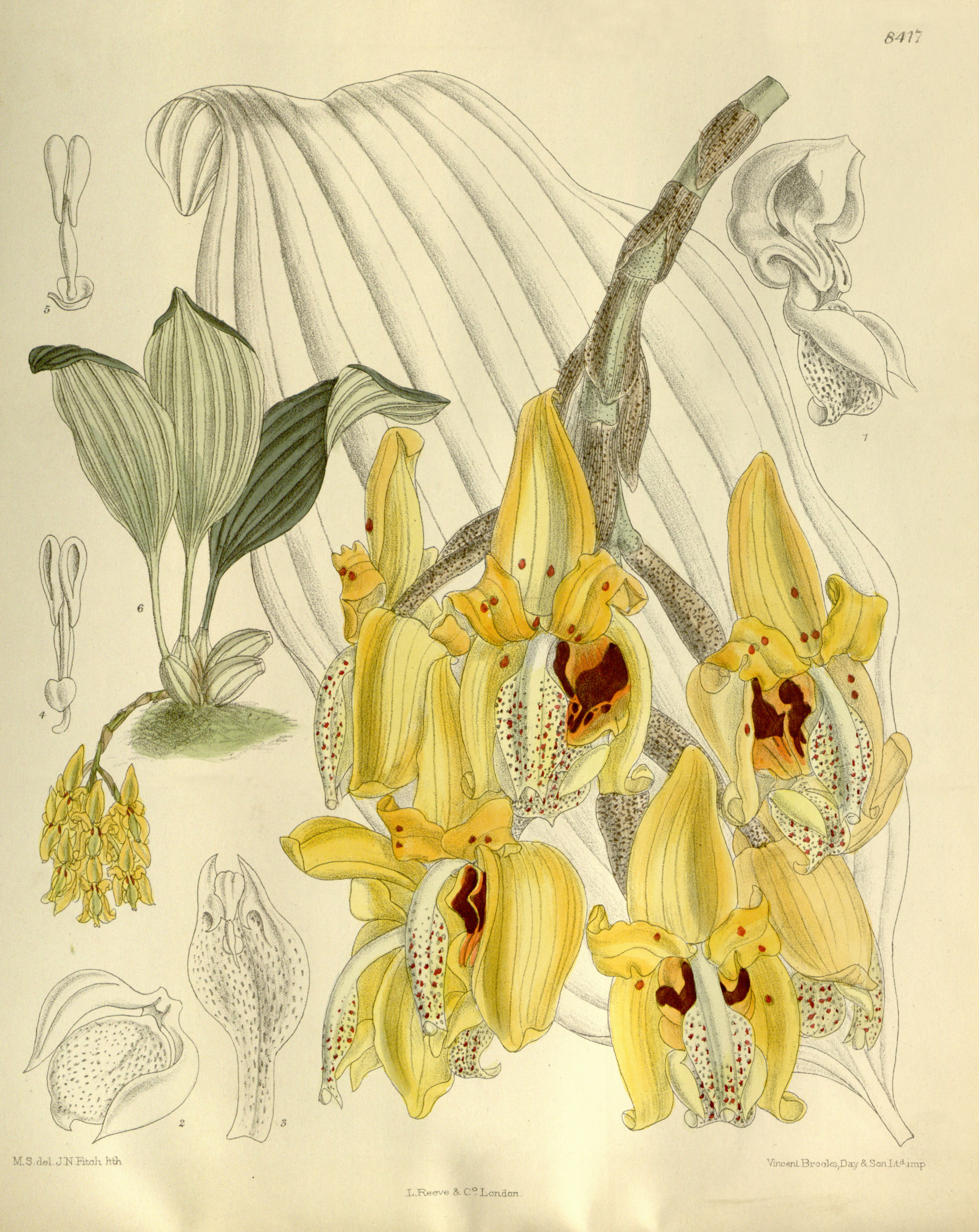